# Tjako van Schie

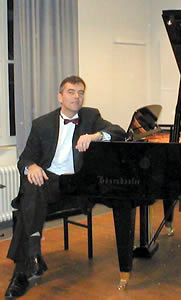

Tjako van Schie (17 abril 1961, Coevorden, Países Baixos) é um pianista e compositor neerlandês.
Van Schie aprendeu a tocar piano aos 6 anos, no Escola de musica de Coevorden. Depois entre 1979 e 1985 estuda com o Professor Ben Smits no Conservatório de Zwolle. Prossegue os estudos musicais na Alemanha, primeiro na Musikakademie em Weimar com Detlef Kraus e com Jacob Lateiner.
Hoje Van Schie é professor e accompagnador no Conservatório de Amesterdão e trabalho freqentamente no ESMAE do Porto. Dá concertos no Europa e China, como solista e em vários conjuntos de câmara.

## CDs
- The Goldberg Variations de Bach BWV 988 (1991)
- Overijssel Zingt - Mirasound, (1993)
- Shtil di nakht iz oysgeshternt - Yiddish music from the ghetto's and concentration camps (1995 & 2005) EMI (com Adriaan Stoet - violine)
- Akoestisch signaal  - Mirasound (1996)
- Die Geigen, ja die Geigen! - GILL/SONY (com Adriaan Stoet - violine) (2008)
- Water bron van leven (1998) (piano solo)
- A Bag of Music (3 cd album: CD 1: Vocalise, CD 2: Petite Fleur, CD 3: Wonderful World) (2011) com saxofonista Henk van Twillert